# Brian Brobbey
Brian Ebenezer Adjei Brobbey, född 1 februari 2002, är en nederländsk fotbollsspelare som spelar för Ajax. Han är yngre bror till fotbollsspelarna Derrick Luckassen, Kevin Luckassen och Samuel Brobbey.

## Klubbkarriär

### Ajax
Brobbey började spela fotboll i AFC innan han gick till Ajax akademi 2010. Brobbey debuterade för Jong Ajax i Eerste Divisie den 15 oktober 2018 i en 2–1-förlust mot Jong PSV, där han blev inbytt i den 59:e minuten mot Leo Thethani. Brobbey spelade två matcher för Jong Ajax under säsongen 2018/2019. Följande säsong hämmades av skadeproblem men han gjorde ändå sju mål på 13 matcher för reservlaget.
Brobbey debuterade för Ajax i Eredivisie den 31 oktober 2020 i en 5–2-vinst över Fortuna Sittard, där han blev inbytt i den 65:e minuten mot Lassina Traoré och därefter även gjorde sitt första mål. Brobbey gjorde sin Champions League-debut den 9 december 2020 i en gruppspelsmatch mot italienska Atalanta. I februari 2021 meddelade Ajax att Brobbey skulle lämna klubben till sommaren.

### RB Leipzig
Den 12 mars 2021 meddelade tyska RB Leipzig att de värvat Brobbey på ett fyraårskontrakt med start den 1 juli 2021. Den 31 december 2021 lånades han tillbaka till Ajax på ett låneavtal över resten av säsongen.

### Ajax
Den 22 juli återvände Brobbey permanent till Ajax, där han skrev på ett femårskontrakt.